# Ain't Getting Nowhere
"Ain't Getting Nowhere" är en låt av det svenska rockbandet Monster från  1999. Den finns med på gruppens andra och sista studioalbum Gone, Gone, Gone/A Bash Dem (1999), men utgavs också som singel på Burning Heart Records samma år.
"Falling in Love" och "Got to Tell Her" var tidigare outgivna.

## Låtlista
1. "Ain't Getting Nowhere"
2. "Falling in Love"
3. "Got to Tell Her"

### Fotnoter
1. ↑  ”Ain't Getting Nowhere”. Discogs.com. http://www.discogs.com/Monster-Aint-Getting-Nowhere/release/1465342. Läst 19 april 2012.
2. ↑  ”Monster”. Discogs.com. http://www.discogs.com/artist/Monster+%283%29. Läst 19 april 2012.